# Гардлий, Роберт
Роберт Гардлий (Хэдли, Гардли, Гардлей, Гадлей, Гордлий, Гудлей) (англ. Robert Hadley) (ок. 1670 — после 1730) — англичанин на русской службе, кораблестроитель, строил суда на вервях Воронежского и Казанского адмиралтейств, занимался в Казани заготовкой корабельного леса для строительства линейных кораблей Российского императорского флота, корабельный мастер, капитан 1 ранга.

## Биография
Роберт Гардлий в 1704 году поступил на русскую службу корабельным подмастерьем. До 1713 года работал на верфях Воронежского адмиралтейства под руководством корабельного мастера Ричарда Козенца. Получал ежегодное жалованье в размере 100 фунтов стерлингов и 100 рублей. Затем был отправлен на Новоладожскую верфь, где принимал участие в строительстве 10 «казанских стругов» и 37 тялок. В начале лета 1713 года был переведён в Казань для заготовки, распиловки и обтёсывания корабельного леса, который затем отправлялся по Вышневолоцкой водной системе в Санкт-Петербургское адмиралтейство для постройки линейных кораблей. В июле 1713 года лично доложил Петру I о доставке леса и просил материал для парусов. В 1715 году Гардлий строил близ Казани восьми и 10-вёсельные шлюпки. В начале 1716 года несколько таких шлюпок зимой на санях были отвезены в Петербург. В феврале 1716 года к годовому жалованью в 400 рублей получил прибавку 100 рублей.
В декабре 1718 года направил письмо Петру I, в котором писал «… у корабельного дела двенадцать лет художеством своим с прилежным радением…» и просил повысить в должности. Пётр поручил Гардлию строить новые суда в Казани и направил местному воеводе Н. А. Кудрявцеву письмо: «Отдали мы здесь корабельному подмастерью Гордлию два чертежа дамшхойтов» и когда он явится, начать строить", а в январе 1719 года царь пожаловал Гардлия в корабельные мастера. Он стал одним из девяти кораблестроителей в России, имевших на тот период данный чин. В августе 1719 года заложил и в 1720 году спустил на воду в Казанском адмиралтействе яхту «Эсперанс», построил семь парусных речных судов — дамшхоутов. В 1720 году Гардлий построил из дуба плезир-яхту Петра I вместе с верейкой.
В 1721 году занимался заготовкой корабельного леса для строительства галер. В феврале 1722 года в Казань был направлен мастер В. Шипилов, которому поручили вместе с Р. Гардлием, и с вновь присылаемыми из Петербурга 6 столярами и 6 резчиками сделать отделку плезир-яхты. После чего плезир-яхта участвовала в Персидском походе, и на ней Пётр принимал парад кораблей Каспийской флотилии.
В июле 1723 года произведён в капитаны 1 ранга. В 1724 году на корабельного мастера поступила жалоба, обвинявшая его в «непристойных словах против особы государя». В ходе следствия выяснилось, что его пытались оклеветать, он был оправдан. В 1724—1725 годах Гардлий построил 20 шхерботов и 5 гекботов, в 1726—1727 годах ещё 10 гекботов. Направленный в Казань для осмотра строящихся там судов шаутбенахт Иван Сенявин сообщал, что «…в Казани …гекботы делом изрядны и к морскому хождению безопасны и притом мастер Гардлей явился в работе прилежен…».
В 1727 году Гардлий составил три чертежа гекботов и предложил строить в будущем гекботы по его чертежам, но это предложение принято не было. 7 августа 1728 года Р. Гардлий был переведён в Санкт-Петербург, и вместе с корабельным мастером Ричардом Рамзом убыл из Казани. На их месте остался мастер Соловьёв и Владимир Всеволоцкий — ученик Р. Гардлия , который в 1738 году стал главным корабельным мастером в Казанском адмиралтействе.
10 февраля 1728 года корабельный мастер Р. Гардлий вновь был послан через Москву в Казанское адмиралтейство, но в скором времени, до 1730 года, был уволен со службы. Дальнейшая судьба неизвестна.